# Badister collaris
Badister collaris es una especie de escarabajo de la familia Carabidae.

## Distribución geográfica
Se distribuye por el paleártico: Europa, Magreb y mitad occidental de Asia.